# Aleksandr Kosmodemjanski (Królewiec)
Aleksandr Kosmodemjanski (ros. Александр Космодемьянский) – osiedle w zachodniej części Królewca, na północ od rzeki Pregoły, w granicach dzielnicy administracyjnej Rejon Oktjabrski (ros. Oктябpьский район).
Osiedle obejmuje dwie dawne miejscowości: niem.: Metgethen i Moditten, włączone do obszaru Królewca w XX w. Od średniowiecza należały one do parafii w Judytach.
Na terenie oddalonej o 4 km na zachód od Judyt miejscowości Metgethen (także Methgethen, w 1278 Mintegeithen), od 1482 do XVIII w. należącej do rodu Roederów, około 1760 rokokowy pałac wzniósł hrabia von Buttlar. W 1925 poświęcono ewangelicki tzw. kościół leśny (niem. Waldkirche), filialny parafii w Judytach. Od 1941 działała kaplica katolicka (filialna parafii św. Wojciecha w Królewcu) oraz kaplica baptystów zboru Królewiec Klapperwiese. Znajdowały się tam również znane szkoły rolnicze.
Kościół ewangelicki w latach 50. był użytkowany jako spichrz, później uległ dewastacji i ruiny rozebrano.
W oddalonej o 3 km od Judyt dawnej wsi Moditten (wzmiankowanej w 1258 jako Maudytyn) znajdowała się leśniczówka Wobstera, która była częstym celem wędrówek Immanuela Kanta i gdzie w 1763 r. napisał rozprawę Beobachtungen über das Gefühl des Schönen und Erhabenen (Rozważania o poczuciu piękna i wzniosłości). Do tej tradycji nawiązuje odbudowany dom przy Prospekcie Pobiedy (Проспект Победы) 200.

## Masakra w Metgethen
Metgethen odegrało kluczową rolę w walkach o miasto w 1945 r., gdyż od 19 lutego do 9 kwietnia tędy przebiegał newralgiczny korytarz ewakuacyjny i zaopatrzeniowy do portu w Piławie. Zginęło wówczas wiele osób cywilnych. Po zdobyciu miejscowości przez Armię Czerwoną, Rosjanie zamordowali tu setki cywili, głównie dzieci i kobiety, które według badających mord wojskowych (Wehrmacht na krótko odbił Metgethen) gwałcono. Na stosy trupów można było natrafić w całej miejscowości. Na kort tenisowy Sowieci spędzili setkę cywili i jeńców, a następnie zdetonowali pod nimi minę.

## Współczesna nazwa
Obecna nazwa osiedle Aleksandr Kosmodemjanski została nadana na cześć Aleksandra Kosmodemjanskiego, czołgisty Armii Czerwonej, odznaczonego tytułem Bohatera Związku Radzieckiego (brata radzieckiej bohaterki Zoji Kosmodemianskiej).